# ボルグ (地域)

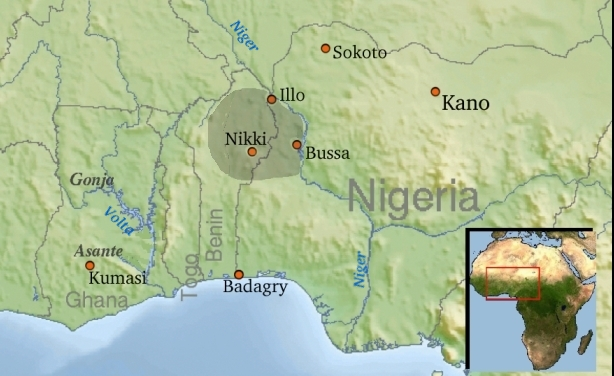
ボルグランド

ボルグ (フランス語: Borgou)はナイジェリア北西部とベナン北部の地域。かつては首長国であり、首都はニッキであった。イギリスとフランスの間での1898年の英仏条約によって分割された。ボルグの人々はバリバとボルガワとして知られていた。

## 歴史: キスラ伝説
ボルグ全域で知られているキスラ伝説によると、アラビアのビルニン・キスラ(キスラの町)から移住してきた英雄、キスラがボルグ国内の小王国群を建国したとされている。 キスラの兄弟は、イロ、ブッサそして ニッキの王国の建国者であると言われているその他の子孫はワサンガリの支配貴族を構成した。

## 植民地時代

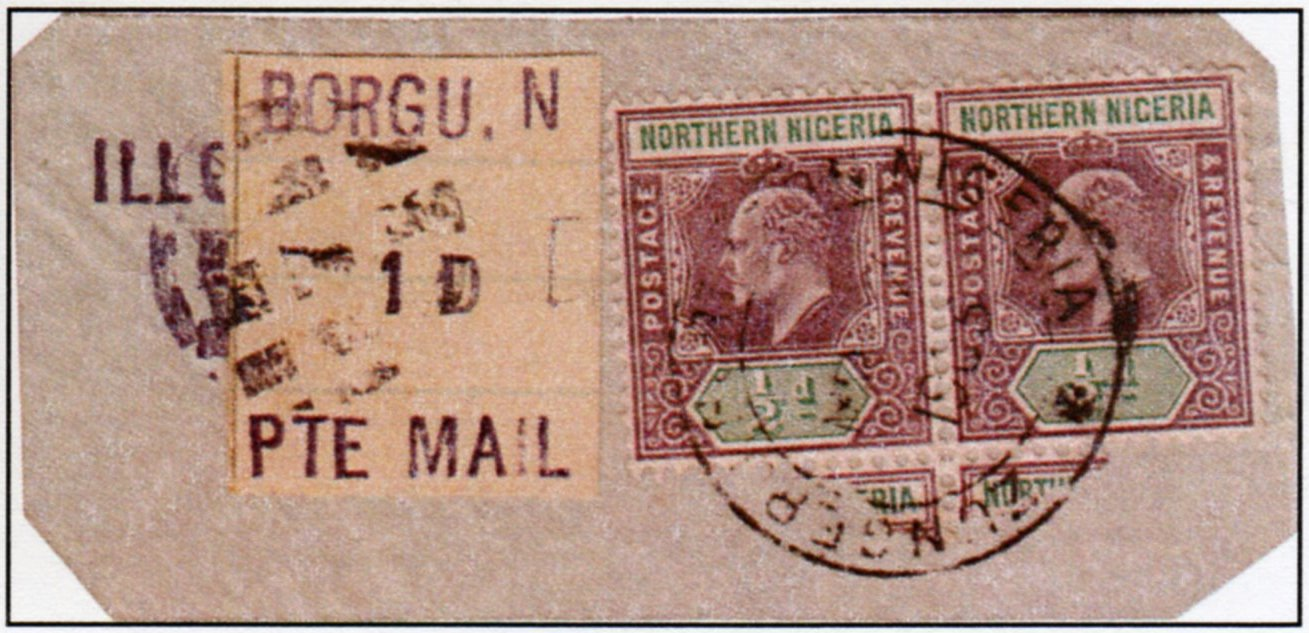
ボルグとズンゲルで使用された、植民地支配下の北部ナイジェリア保護領の切手

イギリス植民地時代、ボルグは王立ニジェール会社が主張する領域内に位置していたが、英仏間の競争の結果として、フランスがボルグを占領した。イギリスはヤシケラやボルグの他の地域にも王立西アフリカ辺境軍を駐留させた。
この問題は英仏間の境界協定によって解決され、後にイギリスはナイジェリアを北部保護領と南部保護領に分割した。ボルグはナイジェリア北部保護領の一部となった。イギリスはニジェール川に沿ってジェッバ、ズンゲル、ロコジャ、イロに駐屯地を建設し、軍隊との連絡のために郵便網が確立された

## 現在
植民地時代に形成された国境で隔てられたにもかかわらず、ベナンとナイジェリアに位置するボルグの小王国群の間には多くの交流がある。ボルグ三大王国はブッサ、イロ、ニッキである。ブッサは伝統的にボルグの宗教的中心地、ニッキは政治的中心地、イロは経済的中心地であると考えられている